# Calycorectes rodriguesii
Calycorectes rodriguesii är en myrtenväxtart som beskrevs av Joáo Rodrigues de Mattos och Carlos Maria Diego Enrique Legrand. Calycorectes rodriguesii ingår i släktet Calycorectes och familjen myrtenväxter. Inga underarter finns listade i Catalogue of Life.